# Brevipalpus phoenicis
Brevipalpus phoenicis (лат.) — вид растительноядных паутинных клещей (Tetranychoidea) из подотряда Prostigmata. Встречается повсеместно, опасный вредитель сельскохозяйственных культур, таких как цитрусовые, чай, папайя, гуава, кофе и другие.

## Распространение
Brevipalpus phoenicis встречается космополитически, но главным образом, в тропических странах. В США распространён в южных штатах, от Флориды до Калифорнии, а также на Гавайских островах
- Австралия
- Аргентина
- Бразилия
- Гайана
- Египет
- Индия
- Испания
- Кения
- Куба
- Маврикий
- Малайзия
- Мексика
- Нидерланды
- Тайвань
- Ямайка

## Описание
Микроскопического размера клещи. Размеры менее 1 мм: в длину до 280 мкм (включая рострум) и в ширину до 150 мкм. Тело овальной формы

Лапка
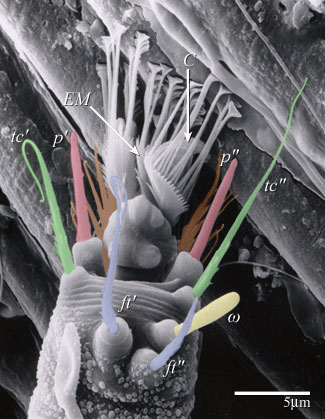
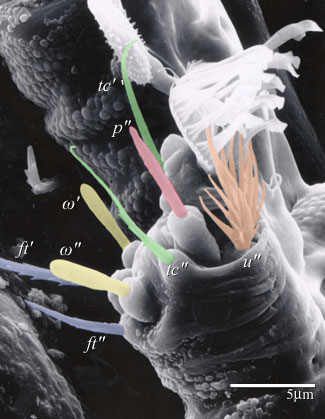

## Жизненный цикл
Цикл индивидуального развития включает 4 стадии (яйцо, личинка, протонимфа, дейтонимфа и взрослая особь) и обычно занимает около 3—4 недель. Brevipalpus phoenicis откладывает от 50 до 60 яиц. Личинки появляются спустя 8—16 дней.

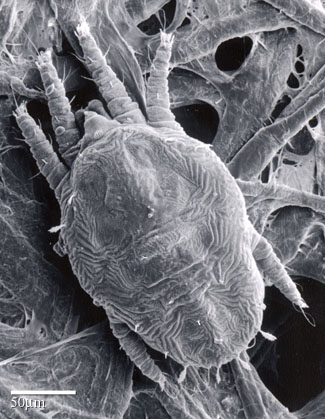
Личинка
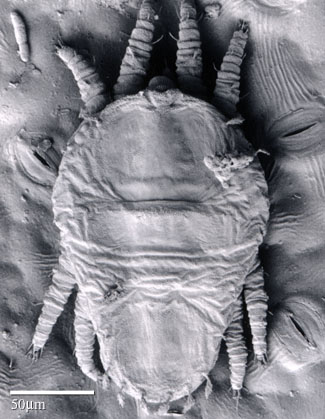
Протонимфа
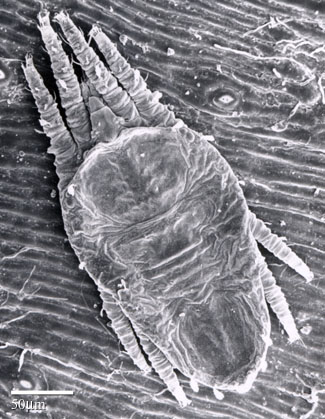
Дейтонимфа